# 堡庄站
堡莊站（韓語：보장역）是朝鮮民主主義人民共和國咸鏡南道荣光郡的一個鐵路車站，属于长津线。

## 邻近车站
长津线
三巨站 - 堡莊站 - 黄草岭站